# 杉山忠一
杉山 忠一（すぎやま ちゅういち、1923年（大正12年）2月5日 - 2014年（平成26年）3月30日）は、日本の英語学者、東京大学名誉教授。位階は従四位。

## 経歴
東京出身。1948年東京帝国大学文学部英文科卒業。第一水産講習所講師、東京大学教養学部助教授を経て、1969年教授に就任。1983年定年退官し、名誉教授号を授与。同年、電気通信大学教授に就任。他、帝京大学文学部英文科教授等を歴任。1999年勲三等旭日中綬章受勲。
2014年3月30日午前11時25分、誤嚥性肺炎のため東京都港区の病院で死去。91歳没。歿日付で従四位。

## 著書
- 『わかりやすい英文法』学燈社、1958
- 『英文法問題演習』山田書院、1964
- 『マイティ英文法』学習研究社、1969
- 『英文法の完全研究』学習研究社、1977
- 『英類語の考え方』三省堂 クリスタルブックス、1977
- 『新しい英文解釈 ビーコン研究』三省堂、1979
- 『新しい英文解釈 問題編 ビーコン研究』三省堂、1980
- 『英文法詳解』学習研究社、1998

### 共編著
- 『英文解釈問題演習』奥幸雄共著 山田書院、1965
- 『テスタ英作文法 大学入試のテクニーク』村田勇三郎共著 學燈社、1966
- 『The concise English readers』佐伯彰一、吉田弘重共編 三省堂、1968
- 『わかる英文法』戸田豊共著 三省堂 ビーコン基礎、1983
- 『ロイヤル英和辞典』宮部菊男共編 旺文社、1990

## 参考
- 交詢社 第69版 『日本紳士録』1986年
- 『現代日本人名録』2002年

## 註
1. ↑  杉山忠一氏　東京新聞
2. ↑  「99年秋の叙勲　勲三等以上と在外邦人、外国人、在日外国人の受章者一覧」『読売新聞』1999年11月3日朝刊